# Ziemomysł de Cuyavia
Ziemomysł de Cuyavia (en polaco: Ziemomysł inowrocławski) (aprox. 1245 a 1287) fue príncipe de Cuyavia desde 1267 hasta 1271 y 1278-1287. Fue miembro de la gran Casa de Piast. Ziemomysł era el segundo hijo de Casimiro I de Cuyavia y su segunda esposa Constanza, hija de Enrique II el Piadoso. El 21 de febrero de 1257, la madre de Ziemomysł murió. Su padre se volvió a casar pronto con Eufrosina de Opole, con la que tuvo cuatro hijos. Eufrosina sabía que cuando muriese Casimiro, Ziemomysł y Leszek heredaría la mayor parte de sus tierras, dejando a sus hijos con muy poco. Por lo tanto quería deshacerse de los dos niños para que sus hijos pudiesen heredar el ducado de Cuyavia. Hubo un intento fallido de envenenar a los muchachos. 
Después que Casmiro murió en 1267, Ziemomysł heredó Cuyavia, y su hermano Leszek se convirtió en un aspirante al trono de Polonia. El pequeño ducado sobrevivió a la fuerza considerable de Otakar II de Bohemia, y pronto hubo una cruzada contra la pagana Lituania.
Ziemomysł desarrolló estrechos contactos con la Orden Teutónica y Sambor II, duque de Pomerania. Cuando Sambor II prestó a Ziemomysł algunos caballeros alemanes, esto provocó una rebelión entre los súbditos del duque. Los rebeldes pidieron ayuda a Boleslao el Piadoso. Boleslao tomó Radziejów, Kruszwica y el castillo en Bydgoszcz. Sólo a través de una acción rápida Ziemomysł ganó el control temporal de sus tierras.
En 1271, Ziemomysł participó en la guerra de Gdansk-Pomerania, en la que apoyó a su suegro, Sambor II contra Mestwin II, duque de Pomerania. Su decisión de luchar en esta batalla provocó una nueva invasión por Boleslao el Piadoso. Ziemomysł se vio obligado a exiliarse.
Le fue devuelto Kuyavia y sus otras tierras en 1278 como resultado de un acuerdo con Boleslao y su hermano. Pidieron a Ziemomysł alejarse de sus consejeros alemanes.
Para mejorar la situación, hubo un acuerdo, en el que fue devuelto la custodia de Radziejów. Su hermano puso fin a sus políticas proalemanes en 1284, por lo que la Orden Teutónica fue hostil a la familia. Los detalles del conflicto no se conocen.
Ziemomysł murió en el último trimestre de 1287. Se supone que fue enterrado en algún lugar de la capital del ducado, Inowroclaw. Su viuda Salomé y su medio hermano Vladislao I de Polonia se hicieron cargo de la custodia de los niños.
Casó el 29 de febrero de 1268 con Salomé, hija de Sambor II, duque de Pomerania. Tuvieron seis hijos:
1. Eufemia (died c. 1278), muerta niña
2. Fenenna de Polonia (c. 1278 – 1295) casada con Andrés III de Hungría y su hija fue Isabel de Hungría la virgen
3. Leszek (1275/76 – después de 27 de abril de 1339), Duque de Cuyavia
4. Przemysł (1276/79 – antes de 16 de febrero de 1339), Príncipe de Sieradz
5. Casimiro III de Cuyavia (1277/80 – 22 de agosto de 1345/13 de mayo de 1350]), Duque de Cuyavia y abuelo de Isabel de Bosnia.
6. Constance (d. 1331)monja.[4]